# Jim Covert
James Paul „Jimbo“ Covert (* 22. März 1960 in Conway, Pennsylvania) ist ein ehemaliger American-Football-Spieler auf der Position des Offensive Tackles. Er spielte ausschließlich für die Chicago Bears und wurde Mitte der 1980er Jahre bekannt, als er zum Gewinn des Super Bowl XX beitrug. Für seine Verdienste als Spieler wurde Covert 2020 in die Pro Football Hall of Fame aufgenommen.

## College
Covert spielte College Football an der University of Pittsburgh. Zunächst in der Defensive Line eingesetzt, absolvierte er als Freshman sämtliche Spiele der Saison 1978. Die darauffolgende Saison verpasste er wegen einer Schulterverletzung komplett. Im Frühjahr 1980 wechselte er auf die Position des Offensive Tackles und war die nächsten drei Spielzeiten ein unangefochtener Starter. In seinem letzten Jahr ließ er keinen einzigen Sack zu und wurde ein All-American. Im Jahr 2003 wurde er in die College Football Hall of Fame aufgenommen.

## NFL
Covert wurde in der Ersten Runde des NFL Draft 1983 an sechster Stelle von den Chicago Bears ausgewählt. Die Bears waren zu diesem Zeitpunkt für ihre gute Defense bekannt, während die Offense ligaweit nur auf Platz 22 rangierte. Von Head Coach Mike Ditka, der Ende der 1950er Jahre ebenfalls College Football an der University of Pittsburgh gespielt hatte, wurde Covert umgehend zum Starter ernannt, um dem erst im Vorjahr gedrafteten Quarterback Jim McMahon den Rücken freizuhalten. Die Offense der Bears steigerte sich daraufhin deutlich und erreichte bereits im Jahr 1985 ligaweit den zweiten Platz. Besonders das Laufspiel wurde zur großen Stärke: 1982 nur auf Rang 18, avancierten die Bears in dieser Kategorie von 1983 bis 1986 zum unangefochtenen Spitzenreiter. Auch danach gelangen mit Covert gute Platzierungen: 1988 war das Laufspiel der Bears das drittbeste der Liga, 1989 und 1990 das zweitbeste.
Im Laufe des Jahrzehnts nahm Covert zwei Mal am Pro Bowl teil. In der Saison 1985 war er ein elementares Mitglied der Mannschaft, die in der Regular Season nur ein Spiel verlor und in den anschließenden Divisional Playoffs und Conference Championships ohne einen einzigen kassierten Punkt in den Super Bowl einzog. Im Super Bowl XX feierte Covert mit den Bears einen nie gefährdeten 46:10-Sieg gegen die New England Patriots. Im Jahr 1990 wurde er ins NFL All-Decade-Team der 1980er Jahre gewählt.
Im Jahr 2020 wurde Covert in die Pro Football Hall of Fame aufgenommen.